# Sant Aleix de Claverol
Sant Aleix de Claverol és una ermita romànica prop del poble de Claverol, pertanyent al municipi de Conca de Dalt, al Pallars Jussà. Fins al 1969 formava part del terme municipal de Claverol.
Sant Aleix de Claverol és l'ermita que s'alça al cim del turó que porta el mateix nom de Claverol i que domina, a l'est, sobre aquesta població. Amb una altitud de 906 metres, s'arriba al cim del turó des de la carretera que va de Claverol a Hortoneda. Sortint de Claverol la pista es dirigeix cap al nord en una lleugera pujada que acaba en un revolt cap a l'est. Allí, a mà dreta, hi ha un trencant amb una pista forestal que s'enfila cap al cim del turó passant abans per una antena de telefonia mòbil. anant a peu, cal deixar la pista per avançar entre els arbusts i seguint la carena, al punt més alt trobem les ruïnes de Sant Aleix. Un parell de quilòmetres, seguint el camí, separa el poble de Claverol de l'ermita, en línia recta la distància és sols de 800 m. Segons informa l'estudi monogràfic de la Catalunya Romànica, Sant Aleix de Claverol és una antiga ermita d'origen romànic però amb molt poques referències documentals. Citem l'estudi: Les restes conservades corresponen als murs laterals d'un edifici d'una sola nau, capçada a llevant per un absis semicircular, del qual s'endevina el perímetre exterior. Devia estar coberta amb embigat de fusta, si tenim en compte l'escàs gruix de les seves parets, que es mantenen en una alçada variable, però no superior a 1,50 m. De les parets, a part el perímetre absidal, es conserven les cantonades de la façana oest, totalment desapareguda on devia situar-se la porta, de la qual no hi ha vestigis, com tampoc de camp finestra. L'aparell és de reble ben ordenat en filades que tenen una certa uniformitat, palesant formes constructives rurals, probablement del segle xi.
L'ermita ha estat netejada recentment.

## Curiositats
Al costat de l'ermita oneja una senyera que es veu a ull nu des del poble de Claverol. Aquesta bandera és canviada cada any cap a final de juny, quan es retira la vella, cremada pel sol i se'n posa una de nova.